# Zwijndrecht (Belgio)
Zwijndrecht è un comune belga di 18 352 abitanti nelle Fiandre (Provincia di Anversa).

## Suddivisioni
Il comune è costituito dai seguenti distretti:
- Zwijndrecht
- Burcht

## Amministrazione

### Gemellaggi
- Idstein
- Zwijndrecht